# Škoda 75 mm Vz. 1928
Lo Škoda 75 mm vzor 1928 era un cannone da montagna cecoslovacco, prodotto dalla Škoda per il mercato estero. Era una versione modernizzata del diffuso Škoda 7,5 cm Vz. 1915, ma lo stesso affusto poteva incavalcare anche una bocca da fuoco in calibro 90 mm. Il cannone venne utilizzato dalla Iugoslavia e dal Reale Esercito albanese. I pezzi sia da 75 mm che da 90 mm caduti nelle mani dei tedeschi durante la seconda guerra mondiale furono ridenominati dalla Wehrmacht rispettivamente 7,5 cm GebK(j) e 7,5 cm GebK 28 (in Einheitslafette mit 9 cm GebH).